# William Acton
William Acton (* 1813 oder 1814 in Shillingstone, Dorset; † 1875) war ein englischer Sexualforscher im viktorianischen Zeitalter.

## Leben
Acton wurde als zweites Kind eines Geistlichen geboren.
Actons Bild von der Sexualität erscheint heute geradezu grotesk. So ging Acton von der Vorstellung aus, Selbstbefriedigung führe beim Mann zu Erschlaffung, Krankheit und Tod. Acton zufolge wünschten sich Frauen nur selten sexuelle Befriedigung für sich selbst, vielmehr würden sich Frauen nur ihren Gatten zum Gefallen unterwerfen lassen, wovon sie sich am liebsten befreien lassen würden, wenn es den Mutterwunsch nicht gäbe. Heim, Kind und Hausarbeit seien die einzigen Leidenschaften der Frau.

## Schriften
- The Functions and Disorders of the Reproductive Organs (1857)
- Prostitution (1858)